# クリームボックス

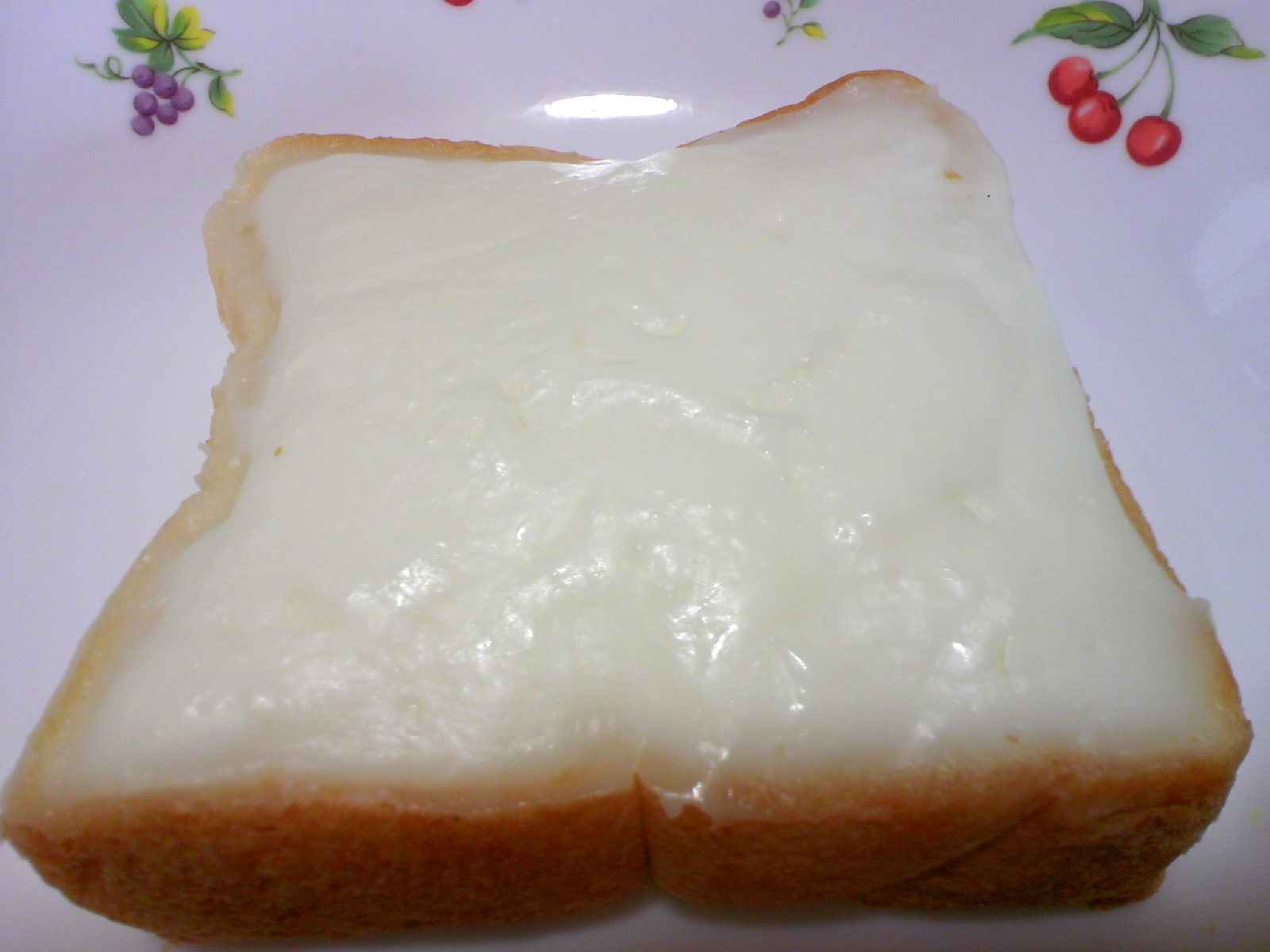
クリームボックスの一例

クリームボックスは、福島県郡山市が発祥の菓子パンである。1976年（昭和51年）に市内のパン屋「ロミオ」で誕生したとされる。

## 概要
分厚い小型の食パンに、白いミルク風味のクリームを塗った菓子パンで、郡山市内では多くのパン屋や学校の購買で販売されている。販売価格はおおむね100円前後であることが多く、まれにパン生地が円形の場合もある。
見た目がシンプルで、上から見ると通常の食パンとあまり変わらないため、クリームの上に何らかの加工が施されることがあり、アーモンドを乗せたり、チョコレートでキャラクターの顔を描いたりした物も存在する。
郡山市では非常にポピュラーな菓子パンで、市内各所のパン屋だけでなくスーパーマーケットやコンビニエンスストア、高等学校の売店などでも広く販売されており、価格も手頃であることから人気が高い。
その一方で、近隣の県はおろか、福島県内の他市町村でも販売されていることは少なく、郡山市外に出てはじめてクリームボックスがローカルフードであることに気がつく者も多い。
郡山市のご当地パンとして知られるようになり、2016年4月からはクリームボックスを通じた町おこし事業として同市のパン店18店舗を巡る「スタンプラリー」が行われている、同年5月には福島県の大型観光企画「アフターDC（デスティネーションキャンペーン）」の開催記念のオリジナル商品としてファミリーマートから東北6県と新潟県の約860店で発売され、福島県のPRに一役買っている。
また、郡山市に出店しているポンパドウルが首都圏でもクリームボックスを販売したことなどから、販売地域も拡大。さらに2016年10月から放映されたテレビアニメ作品『フリップフラッパーズ』にはクリームボックスが好きという設定のキャラクターが登場。2018年12月には郡山市の酪王乳業の酪王カフェオレとクリームボックスを組み合わせた商品が沖縄県を除く全国のファミリーマートで販売されるなどして知名度を高めている。
2021年度には文化庁の100年フードに認定されている。

## コラボレーション
- オールハーツ・カンパニー（愛知県名古屋市）のブランド「ねこねこ」とコラボレーションした「ねこねこクリームボックス」が2024年に発売された[17]。